# Immobilizzazione spinale
L'immobilizzazione spinale o restrizione del movimento spinale (dall'inglese spinal motion restriction) è una serie di provvedimenti atti a prevenire il movimento delle ossa della colonna vertebrale in coloro che sono a rischio di lesioni spinali. Ciò viene fatto nel tentativo di prevenire lesioni al midollo spinale nelle fratture spinali instabili.
Circa lo 0,5-3% delle persone con trauma contusivo avrà una lesione alla colonna vertebrale, con il 42-50% delle lesioni dovute ad incidenti automobilistici, il 27-43% da cadute o infortuni sul lavoro e il resto dovuto a infortuni sportivi (9%) o aggressioni (11%).
La maggior parte delle lesioni del midollo spinale interessa la colonna cervicale (52%), seguita dal rachide toracico e lombare.
Le lesioni del midollo spinale cervicale possono causare tetraplegia o paraplegia, a seconda della gravità. Delle lesioni della colonna vertebrale, solo lo 0,01% sono instabili e richiedono un intervento (intervento chirurgico o un'ortesi spinale).
Alcuni autori sostengono che l'uso di precauzioni spinali è controverso perché il beneficio non è chiaro e ci sono svantaggi significativi tra cui ulcere da pressione, aumento del dolore e tempi di trasporto prolungati. Anche le tavole spinali possono essere scomode.

## Metodi
Esistono molteplici dispositivi che possono essere utilizzati.
L'immobilizzazione a lungo termine della colonna cervicale nei pazienti con frattura della colonna cervicale che non sono stati sottoposti a intervento chirurgico può essere eseguita utilizzando un collare cervicale a lungo termine (Miami J, Philadelphia o Aspen) o un dispositivo di trazione Halo. In generale, il dispositivo di trazione Halo è preferito per le fratture instabili, mentre i collari cervicali sono utilizzati per le distorsioni del collo, le fratture stabili o dopo la fissazione chirurgica. I collari cervicali morbidi non limitano i movimenti della testa e sono utilizzati soprattutto per comfort.
Per la colonna toracica e lombare, il supporto può essere fornito utilizzando tutori rigidi e personalizzati, più comunemente dopo un intervento chirurgico.
Questi dispositivi vengono utilizzati durante la guarigione della colonna vertebrale e non sono necessari in modo permanente.